# Julio César Chávez
Julio César Chávez (Ciudad Obregón, Sonora, 12 de julho de 1962) é um ex-boxeador mexicano.
Foi campeão mundial em três diferentes categorias, ficando invicto até 1994, após 90 lutas.
É considerado um dos melhores pugilistas de todos os tempos, contando com várias indicações como boxeador do ano pelo Conselho Mundial de Boxe (CMB), outorgada pela prestigiada revista The Ring. Ganhou cinco títulos mundiais em diferentes categorias e tem um cartel de 107 lutas, com 102 vitórias, 2 empates e 3 derrotas...

## Carreira

### Início
Até o dia 13 de setembro de 1984, Julio César era um desconhecido. Neste dia, em Los Angeles, nocauteou o favorito Mario "Azabache" Martinez ganhando seu primeiro título mundial, no peso "Super Pena" do CMB.

### Defesas do título
Defendeu nove vezes esse título, em nove ocasiões até que não pôde mais com a balança e decidiu subir para enfrentar seu primeiro lutador de peso, o porto riquenho Edwin "Chapo" Rosario, a quem destroçou em 11 rounds em Las Vegas. Havia ganhado seu segundo título mundial, como Peso Leve do CMB. Uma luta histórica, recordada porque seu treinador teve que jogar a toalha em sinal de derrota. Unificou seu título com a Associação Mundial de Boxe (AMB) e seu compatriota e compadre José Luis Ramirez, quem venceu por decisão técnica em 11 assaltos.
Seu reinado como Peso Leve foi curto. De fato, seu combate seguinte, disputou o cinturão de Super Leve com Roger Mayweather e ganhou. Ele campeão era uma realidade e se confirmou em 17 de março de 1990, quando venceu uma empolgante a nove segundos antes do final o americano Meldrick Taylor, arrebatando ao mesmo tempo seu título de Super Leve da FIB. Era o clímax de sua carreira a prova que precisava para ganhar o público americano e cobrar melhores salários.
Oito defesas, entre elas a realizada em 20 de fevereiro de 1992 no Estádio Azteca, entrou para o livro dos recordes Guiness, com o maior público numa luta de boxe: 132.274 pessoas.

### Últimas lutas
Logo veio o polêmico empate com Pernell Whitaker e a frustração por não ter obtido o campeonato de Welter. Aí começou a derrocada. Uma defesa mais de Super Leve e a derrota surpreensiva para o público, mas não para aqueles que sabiam de seu ritmo de vida, frente ao desconhecido Frank Randall. E mesmo que logo tenha vencido e recuperado o cinturão e tendo defendido-o por mais quatro vezes, chegou ao fim. Em 7 de junho perdeu de maneira irresponsável para Oscar de la Hoya. A essa luta chegou com a sobrancelha direita cortada e sem cicatrizar e isso foi sua perdição.
A partir daí, sucederam-se um a série de problemas extra esportivos: dívidas com a Fazenda, ordens de extradição e pleitos conjugais. Chegou de novo a oportunidade de ser campeão e empatou com Miguel Angela González. Depois da revanche com De la Hoya e mesmo com condições diferentes de sua primeira batalha, foi a idade (seus 36 anos contra os 25 de De la Hoya) que o impediram de ganhar apesar da grande luta apresentada, onde voltou a luzir seus melhores atributos técnicos, mas em câmera lenta.